# Qeqertarsuaq (Paamiut)
Qeqertarsuaq [qɜˌqɜˈtːɑsːuɑq] (nach alter Rechtschreibung K'eĸertarssuaĸ, dänisch Storøen) ist eine wüst gefallene grönländische Siedlung im Distrikt Paamiut in der Kommuneqarfik Sermersooq.

## Lage
Qeqertarsuaq befindet sich an der Südküste einer gleichnamigen Insel, die einer langen dünnen Landspitze vorgelagert ist, die an der Mündung des Fjords Nerutusoq liegt. Von Qeqertarsuaq sind es 15 km nach Süden bis Paamiut.

## Geschichte
Qeqertarsuaq war schon im 18. Jahrhundert bewohnt. Gegen Ende des Jahrhunderts wurden 73 Bewohner gezählt. Zusammen mit den umliegenden Wohnplätzen war die Gegend sogar stärker besiedelt als die zugehörige Kolonie Frederikshåb selbst.
Ab 1911 gehörte Qeqertarsuaq zur Gemeinde Avigaat.
1918 hatte Qeqertarsuaq 102 Einwohner, die in 18 Häusern lebten, die so schlecht gebaut war, dass man sich wunderte, wie Leute darin überleben konnten. Es gab eine etwa 33 m² große Schulkapelle am Wohnplatz. Sie hatte eine Höhe von 2,15 m und hatte ein zwei Meter breites Schulzimmer, das über große Türen bei Bedarf auch in die Kapelle integriert werden konnte. Es gab einen Altar, ein Predigtpult und ein Taufbecken. In der Kapelle arbeiteten ein ausgebildeter Katechet und eine Hebamme. Unter den Bewohnern waren 15 Jäger und sechs Fischer, die größtenteils vom Robbenfang lebten, der jedoch in den Jahrzehnten zuvor einen starken Niedergang erlebt hatte.
1938 sollte ein Fischhaus in Qeqertarsuaq errichtet werden, was in Grønlands Landsråd diskutiert wurde. Die Angelegenheit wurde 1939 an den Kolonialverwalter übergeben, aber verlief sich. Die Einwohnerzahl lag in der ersten Hälfte des 20. Jahrhunderts lange bei rund 100 Personen, aber 1950 wurden nur noch 56 Menschen gezählt. 1954 verließen die letzten Bewohner den Wohnplatz.